# Maierhoferalmen
Die Maierhoferalmen (auch Mayerhofalm und Mayerhofer Almen) sind ein Almgebiet in der Gemeinde Dorfgastein im österreichischen Bundesland Salzburg.

## Lage und Charakteristik
Die Maierhoferalmen erstrecken sich auf den südwestlichen Berghängen des Urkübls in der Ankogelgruppe. Sie gehören zur Ortschaft Maierhofen und zur Katastralgemeinde Klammstein. Eine Almhütte steht auf einer Höhe von 1468 m ü. A. Das Gelände fällt Richtung Südwesten in das Flusstal der Gasteiner Ache ab. Das Almgebiet liegt zwischen zwei von deren Nebenbächen, dem Bründlgraben im Südosten und dem Schwarzerbach im Nordwesten.
Die Maierhoferalmen werden für Galtvieh genutzt. Sie dienen als gemeinschaftliche Hochalm mehrerer Heimalmen, darunter die Mitterer-Heimalm, die Rieser-Heimalm und die Thorbauern-Heimalm. Das Jagdrecht auf den Maierhoferalmen besitzt deren Almgenossenschaft. Im Almgebiet befinden sich die Reste von Feuchtlandschaften, die für die Ökologie und den Artenschutz von großer Bedeutung sind.

## Geschichte
Im von 1823 bis 1830 erstellten Franziszeischen Kataster ist die Alm als Mayerhofen Alpe mit mehreren Gebäuden verzeichnet. Es wurde ab Mitte der 1950er Jahre zunehmend schwierig, Arbeitskräfte für Schwendarbeiten zu finden. Der landwirtschaftliche Wert der Flächen der Maierhoferalmen sank dadurch beträchtlich.